# Carlo di Valois
Carlo (in francese Charles de Valois; Valenciennes, 12 marzo 1270 – Nogent-le-Roi, 16 dicembre 1325) fu conte di Valois dal 1286, e, per matrimonio, divenne inoltre conte di Angiò e del Maine dal 1290, ed anche conte d'Alençon dal 1291 e conte di Chartres dal 1293 fino alla sua morte. Fu inoltre imperatore consorte titolare dell'Impero Romano d'Oriente dal 1301 al 1308 e re titolare d'Aragona dal 1283 al 1295.
Era il terzogenito del re di Francia Filippo III e di Isabella d'Aragona e quindi fratello del re di Francia Filippo IV. Carlo è l'iniziatore della dinastia dei Valois cadetta dei Capetingi che regnò sulla Francia a partire dal suo stesso figlio, Filippo VI.

## Biografia

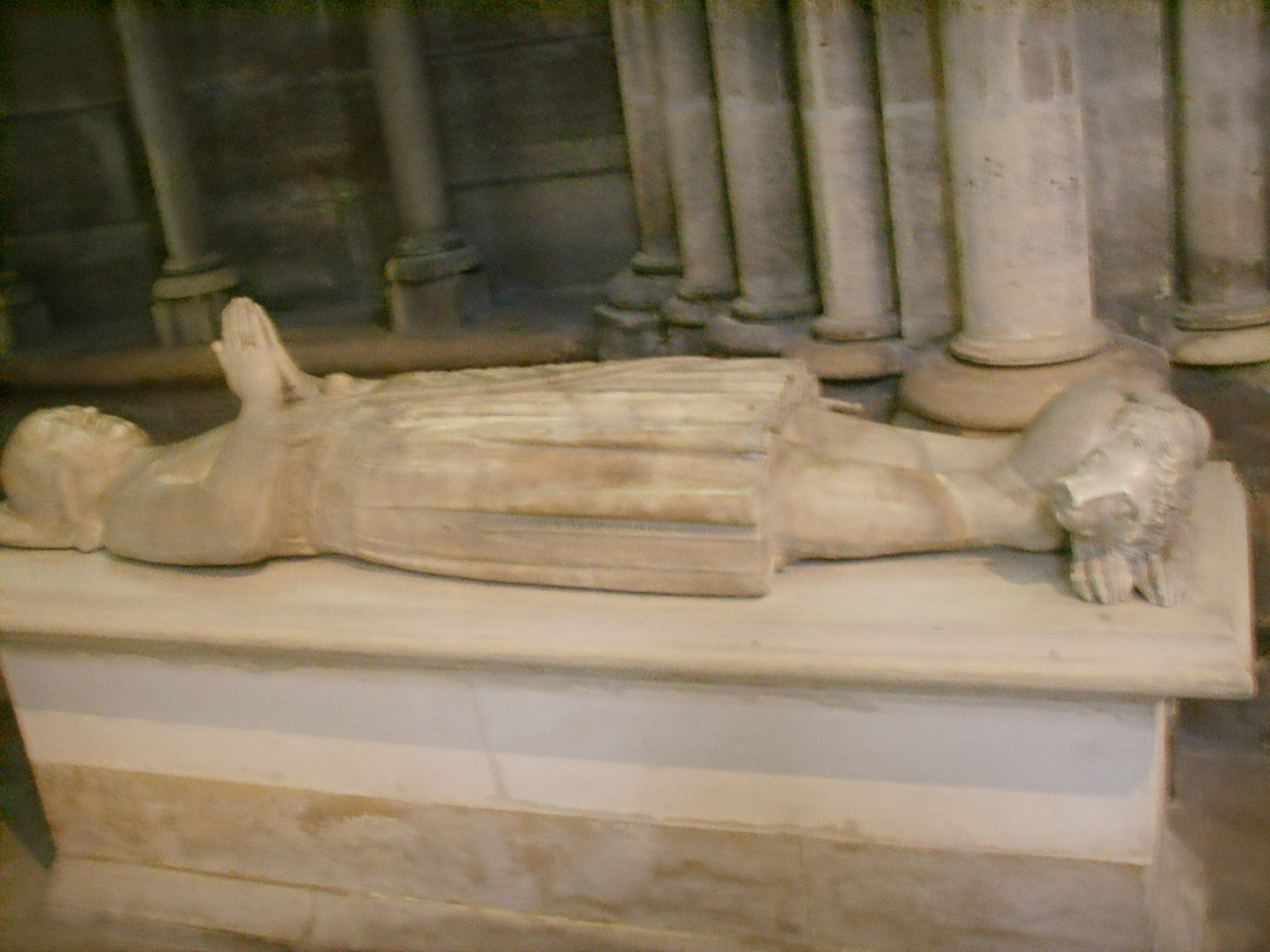
La tomba di Carlo di Valois nella basilica di Saint Denis, a Parigi

Nel 1283 il tredicenne Carlo fu designato dal papa Martino IV a succedere sul trono di Aragona a Pietro III d'Aragona che fu deposto e scomunicato nello stesso anno.
Nel 1290 il matrimonio con Margherita d'Angiò gli permise di entrare in possesso delle contee d'Angiò e del Maine, costituenti la dote della moglie. Carlo, rimasto vedovo dopo poco tempo, prese in moglie Caterina di Courtenay, figlia di Filippo I di Courtenay (a sua volta figlio dell'ultimo imperatore latino di Costantinopoli, Baldovino II), cercando una strada verso il trono dell'Impero Romano d'Oriente, potendo Caterina vantarne diritti.

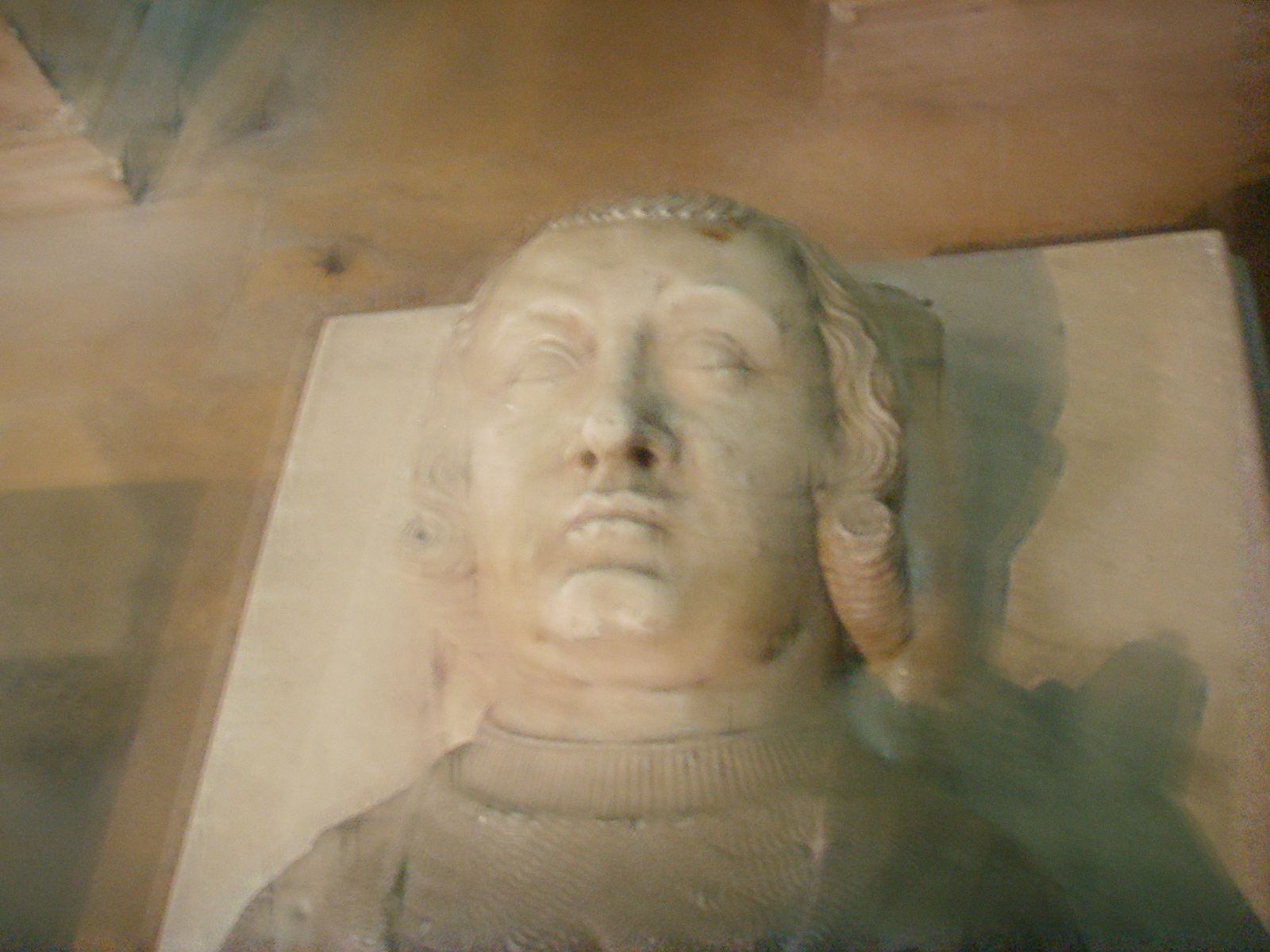
Testa della statua mortuaria di Carlo di Valois, nella basilica di Saint Denis, Parigi

Tuttavia Carlo non divenne né re (d'Aragona) né imperatore (dell'Impero d'Oriente). Carlo di Valois non divenne mai re (d'Aragona) perché la guerra che suo padre, Filippo III, fece contro il re d'Aragona Pietro III fu disastrosa e lo condusse alla morte, mentre il fratello, Filippo IV, non voleva impegnarsi molto per garantirgli un trono, per cui il suo matrimonio con Margherita, che portava in dote le due contee, era una specie di compensazione. Infatti con il trattato di Anagni, stipulato nel 1295, dovette rinunciare definitivamente al trono di Aragona. Per quanto riguarda invece l'Impero Romano d'Oriente la scomparsa di Caterina di Courtenay privò Carlo dei suoi diritti al trono.
Nel 1295, Carlo di Valois guidò, vittoriosamente, le truppe francesi nella guerra contro gli inglesi per la Guascogna (1294-1303).
Durante la guerra che si stava combattendo in Sicilia tra Aragonesi e Angioini, il papa Bonifacio VIII, filoangioino, chiese un aiuto al re di Francia Filippo IV il Bello. Questi nel 1301 inviò un esercito al comando del fratello, Carlo di Valois, il quale, giunto in Italia con il suo esercito, fu indotto dal papa Bonifacio VIII a intervenire a Firenze nel tentativo, almeno ufficialmente, di riportare la pace tra Guelfi bianchi e neri. Egli favorì i neri esiliando i bianchi dalla città nel 1301.
Carlo poi, bruciando e depredando, proseguì la marcia verso la Sicilia dove, giunse nel maggio del 1302. Dopo alcune vittorie iniziali, l'attraversò sino a Sciacca, dove però arrivò distrutto dalla malaria e per la paura di un deciso attacco da parte del re aragonese di Sicilia Federico, che gli aveva offerto la pace, fu costretto ad abbandonare il suo piano di conquista. La guerra dei Vespri Siciliani terminò con la pace di Caltabellotta del 30 agosto, che portò alla definitiva separazione della Sicilia dal Regno di Napoli e alla perdita definitiva dell'isola da parte degli Angioini.
Carlo di Valois intervenne ancora in Italia, nel 1308, quando, alleato di Venezia, si trovò coinvolto nella lotta di successione del marchesato di Ferrara, dopo la morte del marchese, Azzo VIII d'Este.
Carlo, con il sostegno di suo fratello Filippo IV il Bello, tentò di raggiungere il soglio imperiale sia dopo la morte di Alberto I di Asburgo (1308), sia dopo quella di Arrigo VII (1313), ma non vi riuscì per il debole appoggio da parte del papa Clemente V.
Nel 1314 dovette subire gli attacchi dei ribelli al potere reale, e dopo la morte di suo fratello, Filippo IV il Bello, divenne il principale consigliere del nuovo re, suo nipote, Luigi X l'Attaccabrighe.
Dopo la morte nel 1316 di Luigi X e poi di suo figlio, Giovanni I di Francia, il 9 gennaio del 1317, Carlo di Valois assistette, avallandola, all'incoronazione di Filippo V il Lungo a re di Francia.
Nel 1322 Carlo di Valois avallò l'incoronazione di Carlo IV il Bello, fratello dei due re precedenti a scapito delle eredi femmine.
Verso il 1322 fu studiato un piano che prevedeva di riportare la casa di Lussemburgo sul trono imperiale, e in questo piano il regno di Arles doveva essere donato al fratello di Filippo IV il Bello, Carlo di Valois. Ma il re di Napoli e conte di Provenza Roberto il Saggio, oltre a molti feudatari della Provenza e della Borgogna, fu tra gli oppositori del piano, che fallì.
Morì nell'anno 1325, anno in cui aveva guidato l'esercito contro i ribelli delle Fiandre. Alla sua morte i titoli di conte di Valois, conte di Angiò e del Maine, passarono al maschio primogenito, Filippo, il titolo di conte d'Alençon passò al maschio secondogenito, Carlo, infine il titolo di conte di Chartres andò al maschio ultimogenito, Giovanni. Carlo di Valois fu inumato nell'Abbazia di Saint-Denis.
Alla estinzione della dinastia dei Capetingi in linea diretta, il figlio maggiore di Carlo nel 1328 divenne re di Francia, con il nome di Filippo VI, iniziando così la dinastia dei Valois (Capetingi-Valois, seconda Casa di Francia).

## Matrimoni e figli
Carlo di Valois si sposò tre volte ed ebbe quattordici figli.
Il 16 agosto 1290 a Corbeil sposò Margherita, contessa d'Angiò (1273-1299) figlia di Carlo II di Napoli da cui ebbe i seguenti figli:
- Isabella (1292-1309), che sposò nel 1297 Giovanni III, duca di Bretagna (1286-1341);
- Filippo VI, che divenne il primo re di Francia della dinastia dei Valois;
- Giovanna, che sposò nel 1305 Guglielmo I, Conte di Hainaut (1286-1337);
- Margherita (1295-1342), che sposò nel 1310 Guido di Blois-Châtillon († 1342);
- Carlo II, conte d'Alençon, sposò prima Jeanne de Joigny e poi Marie de la Cerda ed ebbe figli dal secondo matrimonio.
- Caterina (1299-1300).

Nel 1301 a Saint-Cloud sposò Caterina di Courtenay (1274-1307), titolare imperatrice di Costantinopoli, che gli dette quattro figli:
- Caterina, Principessa di Acaia, imperatrice titolare di Costantinopoli, sposa di Filippo I d'Angiò, Principe di Taranto (1278-1332);
- Giovanni (1302-1308), conte di Chartres;
- Giovanna (1304-1363), che sposò nel 1318 Roberto III d'Artois (1278-1342);
- Isabella (1306-1349), badessa di Fontevrault.

Nel 1308 a Poitiers sposò Mahaut di Châtillon (1293-1358), figlia di Guido III di Châtillon, Conte di Saint-Pol. Da Mahaut ebbe:
- Maria, che sposò nel 1324 Carlo, Duca di Calabria (1298-1328);
- Isabella, che sposò nel 1336 Pietro I di Borbone (1311-1356);
- Bianca, che sposò nel 1328 Carlo IV di Lussemburgo (1316-1378).
- Luigi (1318-1328), conte di Chartres;

## Ascendenza
|                        |                      |                                    | Genitori                      |  |  | Nonni |  |  | Bisnonni              |  |  | Trisnonni             |  |
|                        |                      |                                    |                               |  |  |       |  |  | Luigi VIII di Francia |  |  | Filippo II di Francia |  |
|                        |                      |                                    |                               |  |  |       |  |  | Luigi VIII di Francia |  |  | Filippo II di Francia |  |
|                        |                      | Isabella di Hainaut                |                               |  |  |       |  |  | Luigi VIII di Francia |  |  |                       |  |
| Luigi IX di Francia    |                      |                                    |                               |  |  |       |  |  | Luigi VIII di Francia |  |  |                       |  |
|                        |                      | Bianca di Castiglia                | Alfonso VIII di Castiglia     |  |  |       |  |  |                       |  |  |                       |  |
|                        |                      | Bianca di Castiglia                | Alfonso VIII di Castiglia     |  |  |       |  |  |                       |  |  |                       |  |
|                        |                      | Bianca di Castiglia                | Eleonora d'Inghilterra        |  |  |       |  |  |                       |  |  |                       |  |
| Filippo III di Francia |                      | Bianca di Castiglia                |                               |  |  |       |  |  |                       |  |  |                       |  |
|                        |                      | Raimondo Berengario IV di Provenza | Alfonso II di Provenza        |  |  |       |  |  |                       |  |  |                       |  |
|                        |                      | Raimondo Berengario IV di Provenza | Alfonso II di Provenza        |  |  |       |  |  |                       |  |  |                       |  |
|                        |                      | Raimondo Berengario IV di Provenza | Garsenda di Provenza          |  |  |       |  |  |                       |  |  |                       |  |
| Margherita di Provenza |                      | Raimondo Berengario IV di Provenza |                               |  |  |       |  |  |                       |  |  |                       |  |
|                        |                      | Beatrice di Savoia                 | Tommaso I di Savoia           |  |  |       |  |  |                       |  |  |                       |  |
|                        |                      | Beatrice di Savoia                 | Tommaso I di Savoia           |  |  |       |  |  |                       |  |  |                       |  |
|                        |                      | Beatrice di Savoia                 | Margherita di Ginevra         |  |  |       |  |  |                       |  |  |                       |  |
| Carlo di Valois        |                      | Beatrice di Savoia                 |                               |  |  |       |  |  |                       |  |  |                       |  |
|                        | Pietro II di Aragona | Alfonso II d'Aragona               |                               |  |  |       |  |  |                       |  |  |                       |  |
|                        | Pietro II di Aragona | Alfonso II d'Aragona               |                               |  |  |       |  |  |                       |  |  |                       |  |
|                        | Pietro II di Aragona | Sancha di Castiglia                |                               |  |  |       |  |  |                       |  |  |                       |  |
| Giacomo I d'Aragona    | Pietro II di Aragona |                                    |                               |  |  |       |  |  |                       |  |  |                       |  |
|                        |                      | Maria di Montpellier               | Guglielmo VIII di Montpellier |  |  |       |  |  |                       |  |  |                       |  |
|                        |                      | Maria di Montpellier               | Guglielmo VIII di Montpellier |  |  |       |  |  |                       |  |  |                       |  |
|                        |                      | Maria di Montpellier               | Eudocia Comnena               |  |  |       |  |  |                       |  |  |                       |  |
| Isabella d'Aragona     |                      | Maria di Montpellier               |                               |  |  |       |  |  |                       |  |  |                       |  |
|                        |                      | Andrea II d'Ungheria               | Béla III d'Ungheria           |  |  |       |  |  |                       |  |  |                       |  |
|                        |                      | Andrea II d'Ungheria               | Béla III d'Ungheria           |  |  |       |  |  |                       |  |  |                       |  |
|                        |                      | Andrea II d'Ungheria               | Agnese d'Antiochia            |  |  |       |  |  |                       |  |  |                       |  |
| Iolanda d'Ungheria     |                      | Andrea II d'Ungheria               |                               |  |  |       |  |  |                       |  |  |                       |  |
|                        |                      | Iolanda di Courtenay               | Pietro II di Courtenay        |  |  |       |  |  |                       |  |  |                       |  |
|                        |                      | Iolanda di Courtenay               | Pietro II di Courtenay        |  |  |       |  |  |                       |  |  |                       |  |
|                        |                      | Iolanda di Courtenay               | Iolanda di Fiandra            |  |  |       |  |  |                       |  |  |                       |  |
|                        |                      | Iolanda di Courtenay               |                               |  |  |       |  |  |                       |  |  |                       |  |